# Carlos Gómez (Fußballspieler, 2005)
Carlos Daniel Gómez Cassani (* 9. Februar 2005 in Lima) ist ein peruanischer Fußballspieler, der als rechter Außenverteidiger eingesetzt wird.

## Karriere
Carlos Gómez spielte in der Jugend bei Alianza Lima und wurde 2023 bis 2024 an den brasilianischen Verein Cruzeiro EC verliehen, um sich in dessen U20-Mannschaft weiterentwickeln zu können. Nach seiner Rückkehr zu Alianza schaffte er den Sprung in die Profimannschaft und debütierte im Februar 2025.